# チャーリーズ・エンジェル (2000年の映画)
『チャーリーズ・エンジェル』（Charlie's Angels）は、2000年のアメリカ合衆国のアクション映画。監督はマックG、出演はキャメロン・ディアス、ドリュー・バリモア、ルーシー・リューなど。1976年から1981年に放送された同名テレビシリーズの映画化作品である。2003年に続編『チャーリーズ・エンジェル フルスロットル』が公開された。全米初登場1位を記録。

## ストーリー
ナタリー・クック、ディラン・サンダース、アレックス・マンデイの3人は、決して姿を現さない億万長者チャーリー・タウンゼントのために私立探偵として働く、有能でタフで魅力的な「エンジェル」である。チャーリーは事務所のスピーカーを使ってエンジェルたちと遣り取りし、助手のボズリーは必要に応じてエンジェルたちに協力する。
チャーリーは、画期的な音声認識システムを開発し、自身の会社であるノックス・エンタープライズを率いるソフトウェアの天才、エリック・ノックスを探すようエンジェルたちに指示する。彼は、レッドスターと呼ばれる通信衛星会社を経営するロジャー・コーウィンによって誘拐されたと考えられている。
エンジェルたちはコーウィンが開催するパーティーに潜入し、ノックスが誘拐されるのが映った監視カメラの映像で見た不審な男を発見する。彼を「痩せた男」と名付けたエンジェルたちは彼を追いかけ、彼と戦う。彼は逃走するが、エンジェルたちは近くで縛られているノックスを発見する。
エンジェルたちがノックスをビジネスパートナーのビビアン・ウッドと再会させた後、チャーリーは痩せた男がノックスの音声認識ソフトウェアを盗んだかどうかを突き止めなくてはならないと言う。エンジェルたちはレッドスター本社に侵入し、セキュリティシステムを解除し、中央コンピューターの中を遠隔で探索出来る装置を仕掛ける。彼らはボズリーにレッドスターコンピュータとつながったラップトップコンピュータを渡した後、その夜は解散する。
ディランはノックスから一夜を過ごしたいという申し出を受け入れ、セックスをする。その後、彼は彼女を裏切る。並行して、ナタリーとアレックスが襲撃され、ボズリーはビビアンに捕らえられ、コーウィンは痩せた男によって殺害される。ノックスはディランに、彼の誘拐は全て、エンジェルたちにレッドスター社の衛星ネットワークへのアクセスを手伝わせるために捏造したものだと言う。彼は、ベトナム戦争で父親を殺害したと考えているチャーリーを見つけて殺すために、音声認識ソフトウェアと衛星ネットワークを使うことを計画している。
ディランは逃げ出し、襲撃から逃れたナタリーとアレックスと合流する。彼女らがチャーリーの事務所の近くに着くと、事務所の建物が爆発する。彼らは、ボズリーが歯に埋め込まれた無線送信機を介して通信出来る無線受信機を発見する。ボズリーは、自分が囚われている場所をナタリーが探し当てるのに十分な情報を提供する。その場所は廃止された灯台であった。ディランのボーイフレンド、チャドの協力を得て、エンジェルたちは秘かに灯台に近づく。ノックスを見つけるが、ディランは手下たちに捕らえられ、縛られ猿ぐつわをかまされる。
エンジェルたちはノックスがチャーリーの居場所を突き止めるのを阻止するのには間に合わなかったが、ディランが手下と戦う間にボズリーを救出する。彼女らはビビアン、痩せた男、その他の手下を倒すために団結して戦うが、ノックスは灯台を爆破し、攻撃ヘリコプターでチャーリーの家に向かって飛び去る。ボズレーはエンジェルたちがヘリに乗り込むのを支援し、アレックスはミサイルが後ろ向きに発射されるようプログラムを改変する。ヘリコプターは爆破されノックスは死亡し、エンジェルたちは無事に地上に降りる。
いよいよチャーリーと直接会うために、彼女らはノックスが狙っていた浜辺の家に入るが、チャーリーは既にいなくなっていた。彼は別のスピーカーを通して、エンゼルスの健闘をリモートで祝福し、エンジェルたちとボスリーに休暇を与える。チャーリーはまた、ノックスの父親は二重スパイで、敵に発見されて殺され、チャーリーによって殺された訳ではないと言う。
チャーリーが浜辺でエンジェルたちと電話で話すと、彼女らは彼に直接会えないかと訊く。ディランは、近くで携帯電話で話している男性がチャーリーではないかと疑うが、他の2人には知らせず、代わりにチャーリーに向けて乾杯する。ボズレーはふざけてエンジェルたちに飲み物をぶっかけ、彼女らは彼を海に向かって追いかける。シルエットだけのチャーリーが遠くから彼らを見て歩き去る。

## 登場人物
ナタリー・クック
演 - キャメロン・ディアス
チャーリーの探偵事務所で働く女性。けり技の達人。
ディラン・サンダース
演 - ドリュー・バリモア
チャーリーの探偵事務所で働く女性。腕っぷしが強い。
アレックス・マンディ
演 - ルーシー・リュー
チャーリーの探偵事務所で働く女性。機械に強い。
ボスレー
演 - ビル・マーレイ
チャーリーの助手。
ボスレー
演 - ビル・マーレイ
チャーリーの助手。
エリック・ノックス
演 - サム・ロックウェル
ノックスエンタープライズの経営者。チャーリーを父親の敵として狙っている。
ヴィヴィアン・ウッド
演 - ケリー・リンチ
ノックスのビジネスパートナー。ノックスの障害を排除する。
痩せ男
演 - クリスピン・グローヴァー
殺し屋。ノックスに雇われている。
ロジャー・コーウィン
演 - ティム・カリー
レッドスターの経営者。痩せ男に殺害される。
ピート
演 - ルーク・ウィルソン
ナタリーのボーイフレンド。
チャド
演 - トム・グリーン
ディランのボーイフレンド。
ジェイソン
演 - マット・ルブランク
アレックスのボーイフレンド。
チャーリー・タウンゼント
演 - ジョン・フォーサイス
チャーリーズ・エンジェルの創始者。自分の素性を明かさない。

## キャスト
| 役名                     | 俳優                       | 日本語吹替 | 日本語吹替   |
| 役名                     | 俳優                       | ソフト版   | テレビ朝日版 |
| ------------------------ | -------------------------- | ---------- | ------------ |
| ナタリー・クック         | キャメロン・ディアス       | 沢海陽子   | 渡辺美佐     |
| ディラン・サンダース     | ドリュー・バリモア         | 松本梨香   | 石塚理恵     |
| アレックス・マンディ     | ルーシー・リュー           | 高山みなみ | 朴璐美       |
| ボスレー                 | ビル・マーレイ             | 江原正士   | 池田勝       |
| エリック・ノックス       | サム・ロックウェル         | 家中宏     | 家中宏       |
| ヴィヴィアン・ウッド     | ケリー・リンチ             | 唐沢潤     | 宮寺智子     |
| ロジャー・コーウィン     | ティム・カリー             | 土師孝也   | 佐々木梅治   |
| 痩せ男                   | クリスピン・グローヴァー   | 岩崎ひろし | 青山穣       |
| ジェイソン               | マット・ルブランク         | 檀臣幸     | 咲野俊介     |
| ピート                   | ルーク・ウィルソン         | 今井朋彦   | 村治学       |
| チャド                   | トム・グリーン             | 村治学     | 檀臣幸       |
| Mr.ジョーンズ            | LL・クール・J              | 星野充昭   | 山野井仁     |
| チャーリー・タウンゼント | ジョン・フォーサイス（声） | 中村正     | 中村正       |

- ソフト版：DVD・BD収録

演出 - 木村絵理子、翻訳 - 藤澤睦実、調整 - 高久孝雄、プロデュース - 吉岡美惠子・川島浩美、制作担当 - 神部宗之、日本語版製作 - 東北新社
その他吹き替え - 北川勝博、永井誠、梅田貴公美、田中完、志村知幸、久保田恵、高森奈緒
- テレビ朝日版：初回放送2003年6月22日『日曜洋画劇場』（テレビ朝日開局 45周年特別企画）

演出 - 伊達康将、翻訳 - 荒木小織、効果 - サウンドボックス、調整 - 高久孝雄、録音 - 東北新社
その他吹き替え - 樫井笙人、喜田あゆ美、堀川仁、谷昌樹、長島雄一、石井隆夫、斎藤恵理、天田益男、根本泰彦、山田美穂、木村雅史、MAI

## スタッフ
- 監督 - マックG（McG）
- 脚本 - ライアン・ロウ、エド・ソロモン、ジョン・オーガスト
- 撮影 - ラッセル・カーペンター
- 武術指導 - 袁祥仁（ユエン・チュンヤン）
- 衣装デザイン　ジョゼフ・G・オーリシ
- 音楽　エドワード・シェアマー
- VFX：ソニー・ピクチャーズ・イメージワークス
- スタント：西脇美智子

## エンジェルたち
エンジェル探しが難航したが、結局キャメロン・ディアス、ドリュー・バリモア（本編制作者、友人のディアスに出演も依頼）、ルーシー・リューの3人が演じた。監督は多くのミュージック・クリップやCMを手がけてきたマックGで、最先端のVFXが駆使され、ワイヤーアクションも話題を呼んだ。

## 作品の評価
Rotten Tomatoesによれば、批評家の一致した見解は「皮肉たっぷりのチーズケーキに見栄えのいいアクションシーンをごちゃ混ぜにした『チャーリーズ・エンジェル』は、オリジナリティに欠けるにもかかわらず、巧妙でそれなりに楽しめる。」であり、146件の評論のうち高評価は68%にあたる100件で、平均点は10点満点中6.21点となっている。
Metacriticによれば、34件の評論のうち、高評価は15件、賛否混在は14件、低評価は5件で、平均点は100点満点中52点となっている。